# Burda România
Burda România este o companie media din România, lansată în anul 1999, ca subsidiară a grupului german Hubert Burda Media. Este unul dintre principalii publisheri de reviste din România. Va publica pentru cititorii români reviste apreciate, ca Ioana, Secretele Bucătăriei, Grădina mea de vis sau Burda Style.
Burda România este parte a Burda International, companie de technologie și media, cu peste 550 de produse media print și online, în 21 de țări, în Europa, America de Sud sau Asia.
Cifra de afaceri în anul 2018: 58.698.559 lei
Venit net în 2018: -4.663.137 lei (pierdere)

## Istoric
În 2005, Burda România achiziționează trustul românesc Casa Lux, incluzând în portofoliul său, între altele, faimosul brand Practic în bucătărie. În 2012, prin achiziția protofoliului unei alte edituri, va include în portofoliul său branduri internaționale de marcă, precum Cosmopolitan, Harper’s Bazaar, Marie Claire sau National Geographic, ori branduri românești puternice, precum Femeia., Femeia de azi sau Sănătatea de azi.
Începând cu 24 iulie 2020, Burda a renunțat la operațiunile din România - publishing, logistică și distribuție - care au fost preluate de un investitor strategic, după cum au declarat oficialii Burda pentru Paginademedia.ro.